# العلاقات الصومالية النرويجية
العلاقات الصومالية النرويجية هي العلاقات الثنائية التي تجمع بين الصومال والنرويج.

## مقارنة بين البلدين
هذه مقارنة عامة ومرجعية للدولتين:
| وجه المقارنة                                              | الصومال                        | النرويج                                                   |
| --------------------------------------------------------- | ------------------------------ | --------------------------------------------------------- |
| المساحة (كم2)                                             | 637.66 ألف                     | 385.21 ألف                                                |
| عدد السكان (نسمة)                                         | 14.74 مليون                    | 5.33 مليون                                                |
| الكثافة السكانية (ن./كم²)                                 | 23.12                          | 13.84                                                     |
| العاصمة                                                   | مقديشو                         | أوسلو                                                     |
| اللغة الرسمية                                             | اللغة الصومالية، اللغة العربية | بوكمول، لغات السامي، نينوشك، اللغة النرويجية              |
| العملة                                                    | شلن صومالي                     | كرونة نروجية                                              |
| الناتج المحلي الإجمالي (بليون دولار)                      | 7.37 مليار                     | 398.83 مليار                                              |
| الناتج المحلي الإجمالي (تعادل القوة الشرائية) بليون دولار |                                | 322.23 مليار                                              |
| الناتج المحلي الإجمالي الاسمي للفرد دولار أمريكي          | 549                            | 74.40 ألف                                                 |
| الناتج المحلي الإجمالي للفرد دولار أمريكي                 |                                | 65.61 ألف                                                 |
| مؤشر التنمية البشرية                                      |                                | 0.944                                                     |
| رمز المكالمات الدولي                                      | +252                           | +47                                                       |
| رمز الإنترنت                                              | .so                            | .no                                                       |
| المنطقة الزمنية                                           | ت ع م+03:00                    | ت ع م+01:00، ت ع م+02:00، توقيت وسط أوروبا، أوروبا/أوسلو ‏ |

## منظمات دولية مشتركة
يشترك البلدان في عضوية مجموعة من المنظمات الدولية، منها:
| علم المنظمة | اسم المنظمة                               | تاريخ انضمام الصومال | تاريخ انضمام النرويج |
| ----------- | ----------------------------------------- | -------------------- | -------------------- |
|             | مؤسسة التنمية الدولية                     | 31 أغسطس 1962        | 24 سبتمبر 1960       |
|             | يونسكو                                    | 15 نوفمبر 1960       | 4 نوفمبر 1946        |
|             | الأمم المتحدة                             | 20 سبتمبر 1960       | 27 نوفمبر 1945       |
|             | الفريق المعني برصد الأرض                  | ?                    | ?                    |
|             | الاتحاد البريدي العالمي                   | ?                    | ?                    |
|             | البنك الدولي للإنشاء والتعمير             | 31 أغسطس 1962        | 27 ديسمبر 1945       |
|             | الاتحاد الدولي للاتصالات                  | 28 سبتمبر 1962       | 1866                 |
|             | منظمة حظر الأسلحة الكيميائية              | ?                    | ?                    |
|             | مؤسسة التمويل الدولية                     | 31 أغسطس 1962        | 20 يوليو 1956        |
|             | المركز الدولي لتسوية المنازعات الاستشارية | 30 مارس 1968         | 15 سبتمبر 1967       |
|             | منظمة الشرطة الجنائية الدولية             | ?                    | ?                    |
|             | البنك الإفريقي للتنمية                    | ?                    | 1963                 |

## أعلام
هذه قائمة لبعض الشخصيات التي تربطها علاقات بالبلدين:
- أليشا بو (6 مارس 1997[22] – )
- عبد السلام إبراهيم (1 مايو 1991 – )

## وصلات خارجية
- موقع وزارة الخارجية الصومالية
- موقع وزارة الخارجية النرويجية